# 里瓦達維亞縣 (薩爾塔省)

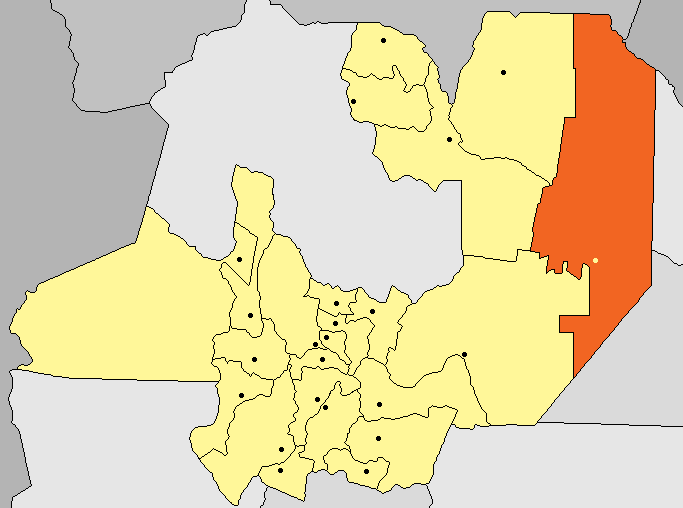

24°10′53″S 62°53′18″W / 24.18139°S 62.88833°W
里瓦達維亞縣（西班牙語：Departamento de Rivadavia），是阿根廷的縣份，位於該國西北部薩爾塔省，首府設於里瓦達維亞，面積25,951平方公里，2010年人口30,357，人口密度每平方公里1.17人。